# Tzitzak
Tzitzak (Irena z Chazarów) – chazarska księżniczka, cesarzowa bizantyńska, pierwsza żona Konstantyna V. 

## Życiorys
Była córką władcy Chazarów Bihara. Jej małżeństwo z Konstantynem V  miało przypieczętować sojusz Bizancjum i Chazarów skierowany przeciw Arabom. Tzitzak przyjęła chrzest i otrzymała na nim imię Irena. Ich synem był Leon IV Chazar. Jej imię jest zhellenizowaną wersją tureckiego Çiçek, co oznacza kwiat. 